# COX7B2
COX7B2 (англ. Cytochrome c oxidase subunit 7B2) – білок, який кодується однойменним геном, розташованим у людей на 4-й хромосомі. Довжина поліпептидного ланцюга білка становить 81 амінокислот, а молекулярна маса — 9 077.
| 10         |  | 20         |  | 30         |  | 40         |  | 50         |
| ---------- |  | ---------- |  | ---------- |  | ---------- |  | ---------- |
| MMFPLARNAL |  | SSLKIQSILQ |  | SMARHSHVKH |  | SPDFHDKYGN |  | AVLASGTAFC |
| VATWVFTATQ |  | IGIEWNLSPV |  | GRVTPKEWKH |  | Q          |  |            |

A: Аланін

C: Цистеїн

D: Аспарагінова кислота

E: Глутамінова кислота

F: Фенілаланін

G: Гліцин

H: Гістидин

I: Ізолейцин

K: Лізин

L: Лейцин

M: Метіонін

N: Аспарагін

P: Пролін

Q: Глутамін

R: Аргінін

S: Серин

T: Треонін

V: Валін

W: Триптофан

Локалізований у мембрані, мітохондрії, внутрішній мембрані мітохондрії.